# Make It Big
Make It Big is een muziekalbum van het Britse popduo Wham!, uitgegeven in 1984. Het album werd een wereldwijd succes. Zo behaalde het album de eerste plaats in de Britse, Amerikaanse en Nederlandse albumlijsten.
Het album bracht succesvolle singles als "Wake Me Up Before You Go-Go", "Freedom", "Careless Whisper" en "Everything She Wants" voort.

## Tracklist
1. "Wake Me Up Before You Go-Go" – 3:50
2. "Everything She Wants" – 5:01
3. "Heartbeat" – 4:42
4. "Like A Baby" – 4:12
5. "Freedom" – 5:01
6. "If You Were There" – 3:38
7. "Credit Card Baby" – 5:08
8. "Careless Whisper" – 6:30